# Joaquim Xirau i Palau
Joaquim Xirau i Palau (Figueres, Alt Empordà 1895 - Mèxic 1946) fou un filòsof català, fill de l'advocat Ramon Xirau i Llorens, i germà del polític Antoni Xirau i Palau, del químic Joan Xirau i Palau i del jurista Josep Xirau i Palau. És pare de l'escriptor i filòsof Ramon Xirau i Subias.

## Biografia
Era fill de Ramon Xirau i Llorens, advocat, i de Maria del Remei Palau i Reig.
Estudià filosofia a la Universitat de Barcelona, on fou deixeble de Jaume Serra i Húnter i Tomàs Carreras i Artau, i es doctorà a la Universitat de Madrid, on fou deixeble de José Ortega y Gasset i Manuel García Morente, però també fou influït per Manuel Bartolomé Cossío i la Institución Libre de Enseñanza. Hi realitzà tesis doctorals sobre Jean Jacques Rousseau i Gottfried Wilhelm Leibniz. També va estudiar dret a la Sorbona de París, Brussel·les, Ginebra, Leuven i Cambridge.
Va ser professor de filosofia a l'Institut Ramon Muntaner.
Un cop tornà a Espanya, va obtenir una càtedra d'institut a Vigo. Més tard aconseguí una càtedra de filosofia a la Universitat de Saragossa, i finalment el 1927 fou nomenat catedràtic de lògica i teoria del coneixement de la Universitat de Barcelona, càrrec que ocupà fins al 1939, on també fou degà de la facultat de filosofia i lletres. Juntament amb Jaume Serra i Francesc Mirabent i Vilaplana va formar l'anomenada Escola de Barcelona, i hi va tenir com a deixebles tota una generació de coneguts filòsofs com Josep Maria Calsamiglia i Vives, Josep Maria Font i Puig, Jordi Maragall i Noble, Josep Ferrater i Mora, Francesc Gomà i Musté, Eduard Nicol, i Jaume Bofill i Bofill. El ressò de la seva escola perdurà a Catalunya fins a la Transició democràtica espanyola a través del Col·legi de Filosofia (1976), impulsat per Xavier Rubert de Ventós, fill de l'advocat Joan Rubert, també deixeble de Xirau.
Políticament, era un republicà convençut, defensava una reforma de la societat basada en l'educació, i fou un dels fundadors de la Unió Socialista de Catalunya, però no ocupà càrrecs públics i abandonà el partit quan aquest es va integrar en el PSUC. En acabar de la guerra civil espanyola el 1939 s'exilià a França, després a la Gran Bretanya i finalment a Mèxic, on hi fou professor a la Universidad Nacional Autónoma de Mèxic (UNAM) i també professor al Liceo Franco-Mexicano.
Tot i proper a René Descartes, era seguidor de la fenomenologia d'Edmund Husserl i de l'orientació filosòfica de Max Scheler, Henri Bergson i George Edward Moore, la seva tendència filosòfica es basa en la teoria dels valors, on intenta superar l'idealisme subjectiu mitjançant la noció de l'amor, ja que l'activitat amorosa es troba en la confluència de l'ésser i el valor, i és on es supera la condició subjecte-objecte. Alhora, creia que el ser concret resultava, per una banda, de la cooperació de l'eternitat de la fluència dinàmica i intensiva, i per l'altra, de l'eternitat dels elements immutables que la defineixen i l'enquadren. Una altra preocupació constant és la cerca de la veritat. També va fer estudis sobre Ramon Llull i Joan Lluis Vives.
En recordança seva, l'Ateneu Barcelonès convocà, entre els anys 1989 i 2000, el Premi Joaquim Xirau d'assaig.

## Pensament
Xirau ha estat un dels pensadors catalans més actius de la generació republicana. D'aquella que va entrar en contacte amb els corrents de pensament que llavors sorgien a Europa, especialment el vitalisme de Bergson, la fenomenologia de Husserl i la filosofia dels valors de Max Scheler. Professor visitant a Cambridge, va assistir a diverses conferències i congressos internacionals de filosofia, pedagogia i psicologia. Al seu parer, les idees no són una cosa morta i eixuta, sinó que necessiten l'educació perquè es facin realitat. D'aquí que –en el seu univers o cosmovisió– la filosofia, la pedagogia i la psicologia formin una unitat en què el tot és més important que les parts considerades aïlladament.
D'acord amb Goethe, Xirau és partidari d'una filosofia de l'acció que no es limita a la contemplació, sinó a la transformació de la societat, des d'una posició espiritualista. Així, quan va retornar d'una estada a Moscou l'any 1931 –on va assistir a una conferència psicotècnica–, va manifestar que no li havia agradat el que hi havia vist, perquè en l'experiència soviètica hi trobava a faltar valors espirituals. Tant és així que el seu pensament es va desmarcar del materialisme per optar per una solució humanista, de tall personalista, en sintonia amb els principis del cristianisme i de l'humanisme socialista. Ben mirat, Xirau és hereu d'una cultura que és el resultat d'un seguit de camins que venen d'Àsia (Crist), d'Europa (Sòcrates) i d'Àfrica (Agustí). En el seu pensament convergeixen diferents aspectes com ara l'idealisme de la llibertat de Fichte, l'organicisme del krausisme, el culturalisme moral de Serra i Húnter, l'existència d'un món eidètic que configura els valors (Husserl, Scheler, Landsberg) i l'amor franciscà (Llull). Tot plegat forneix una filosofia espiritualista de signe humanista.
Des d'una perspectiva pedagògica, cal situar el pensament de Xirau en l'horitzó de M. B. Cossío, segons el qual educar implica ‘vivificar', fer viure, donar vida o, cosa que és el mateix, espiritualitzar. Es tracta de fer possible que l'educand visqui lliurement una vida autèntica a través de l'essència creadora d'uns valors que han de fomentar la dimensió transcendent de la persona. En conjunt, la seva obra recorda l'axiologia de Scheler per donar una resposta a la transmutació dels valors anunciada per Nietzsche; i l'esforç de Husserl per donar sentit a un món que, sota el poder de la ciència i la tècnica, camina cap al nihilisme.
A grans trets, la seva filosofia es caracteritza per promoure un pensament modernitzador, ideològicament idealista, pregonament espiritualista i de signe socialitzant. Res d'aldarulls, ni de revolucions, atès que la solució als problemes que afectaven l'home del seu temps s'havien de solucionar per una via reformista d'encuny pedagògic. Es tracta d'una educació que resta al servei d'una política que –una mica utòpicament– buscava, al marge de les lluites dels partits, la transformació de les consciències. En aquest sentit, el seu projecte oscil·la entre un despertar socràtic de les consciències i l'assumpció de l'esfera eidètica dels valors. En un plantejament platònic i idealista, Xirau renuncia a l'imperatiu kantià que, al seu entendre, implica una dimensió dogmàtica que dificulta el desenvolupament de la llibertat de consciència. Ara bé, Xirau també s'allunya de l'espontaneïtat del naturalisme pedagògic de Jean-Jacques Rousseau, fins al punt que s'aparta igualment de la disciplina i de l'espontaneïtat.
Així mateix, convé que a través de l'educació i la cultura hom desvetlli la consciència individual, o encara millor, que desperti una consciència amorosa a través d'una educació en la qual el mestre enamori i el deixeble estimi. Una vegada configurada aquesta consciència amorosa, hom estarà en condicions de captar aquells valors que romanen fora de nosaltres. La fórmula a seguir no és una altra que la d'‘estima i fes el que vulguis' (ama et fac quod vis), segons va expressar sant Agustí en el comentari a l'epístola primera de sant Joan, quan es refereix a la caritat fraterna, a la qual es deuen els cristians. Així doncs, Xirau s'inscriu en la tradició cristiana de l'amor, d'un amor que ha de vivificar totes les esferes de la vida. I és així com ho estableix al seu llibre Amor y mundo, que es va publicar a l'exili mexicà, per bé que les idees centrals van ser anticipades a L'amor i la percepció dels valors, del 1936.
Sense amor no hi ha valors: l'amor és el valor suprem; la font i l'origen de qualsevol valor. Per Xirau, l'activitat amorosa no és sinó l'ímpetu, l'impuls que ens permet passar de les coses inferiors als nivells més alts i superiors. La relació, doncs, entre amor i valor és íntima i directa. L'amor s'encarrega de descobrir els valors, d'il·luminar-los, però s'ha d'afegir que ni els promou, ni els crea, simplement els descobreix i els accepta. Ara bé, no hi ha una jerarquia, sinó que tot neix de l'amor mateix, i no de les coses externes a la interioritat humana: ‘No hi ha coses que mereixin amor i d'altres que no. Totes les coses mereixen i necessiten i demanen igualment amor i més potser encara les que tenen més necessitat de salvació. És el sentit de la creació per amor de la tradició agustiniana. L'amor busca en les coses el seu valor. Del seu propi valor personal intransferible l'il·lumina, el promou, el projecta a la seva plenitud, i tracta en últim terme de crear-lo.' Sembla clar que Xirau va bastir sobre la base de la consciència amorosa una filosofia de l'amor que entronca amb la Charitas cristiana i que apunta a l'educació de tota la humanitat, la qual cosa confereix al seu pensament una orientació metafísica i religiosa que no és estranya a un sentit ecumènic de comunió. Només llavors l'eros grec haurà donat pas a l'àgape cristià.

## Obres
- Las condiciones de la verdad eterna en Leibniz (Madrid, 1921)
- Rousseau y las ideas políticas modernas (Madrid, 1923)
- Descartes y el idealismo subjetivista moderno (Barcelona, 1927)
- Lo fugaz y lo eterno, El sentido de la verdad (México, 1927)
- La recerca d'una nova ciutat de Déu (1940)
- Amor y mundo (México, 1940)
- El pensamiento y la obra de Bergson (1944)
- Ramon Llull, filosofía y mística (1945)
- Obras (Amor y mundo, Lo fugaz y lo eterno, Vida y obra de Ramón Llull) (México, 1963)
- Amor y mundo y otros escritos (Península, 1983)